# Martin Timell
Carl Martin Timell, född 13 november 1957 i Oscars församling i Stockholm, är en svensk snickare, programledare och röstskådespelare.

## Karriär

### Bakgrund
Martin Timell växte upp med tre syskon, varav brodern Anders Timell är krögare och programledare. Hans far Staffan Timell var informationschef på ett kärnkraftverk. Martin Timell siktade själv på en framtid som präst och arbetade ett tag som församlingsassistent inom Svenska kyrkan. Han förberedde studier i teologi. Arbetet som församlingsassistent tog dock slut efter att Timell byggt en skateboardramp för ungdomar i församlingslokalen och därefter blivit avskedad.
Därefter startade Timell en byggfirma efter att ha börjat i mindre skala med mindre bygguppdrag. Han saknar dock yrkesutbildning som snickare. Sedan upptäckte Timell möjligheten till en annan karriärväg och fick göra ett programledarprov på SVT.

### TV-karriär på SVT
Timell debuterade 1984 i TV genom att leda barnprogrammet Ordvalpen i TV2. Han slog igenom som programledare för Bullen 1987 tillsammans med Cissi Elwin. Tillsammans med henne ledde han även programmet Cissi och Martin under drygt fem år. 1991 var han programledare för Listan i Kanal 1. Hösten 1993 blev han programledare för Kanal 1:s nya lördagsunderhållning Det kommer mera tillsammans med Arne Hegerfors. Andra program han ledde under sin tid på SVT var Drömspelet, Vad är det du säger? och Trodde du ja!.
1995 gav han ut boken Martins bästa och sämsta i samarbete med Lasse Hallgren och Christina Alvner. Detta är en samling roliga historier samt en nittonsidig intervju med Timell. Senare har Timell också givit ut Snickra ihop (2003) och Martins bästa (2004), som båda består av olika snickeritips. Timell har en mångårig erfarenhet inom (hemma)snickeri.

### TV4
I maj 1995 värvades Timell till TV4. Han fortsatte dock arbeta på Kanal 1 året ut och började på TV4 först i januari 1996. Det första program han ledde var Cluedo – en mordgåta. År 1997 startade inredningsprogrammet Äntligen hemma med Timell som programledare. Han har även lett underhållningsprogram som Lyckodjuret, På rymmen, En gång till, Småstjärnorna, Position X, Time out och underhållningsprogrammet Deal or No Deal. Han har också medverkat i När och fjärran samt i Fuskbyggarna som hade säsongsstart i TV4 den 3 mars 2010.
Våren 2010 och hösten 2011 medverkade han som programledare för TV4:s TV-serie om Sveriges historia. Våren 2014 var han programledare för matlagningsprogrammet Timells skärgårdskök i TV4 tillsammans med brodern Anders Timell.
I oktober 2017 togs Timell ur tjänst på TV4 och programmet Äntligen hemma togs bort från kanalens tablå och webb. Orsaken var anklagelser om att Timell gjort sig skyldig till bland annat sexuella trakasserier. Anklagelserna framställdes i samband med #MeToo-kampanjen. Senare samma månad avslutade TV4 allt samarbete med Timell. I november 2017 blev han  polisanmäld för våldtäkt. I rättegången som följde i juni 2018 frikändes han av en enig tingsrätt från alla våldtäktsanklagelser. Domen överklagades till Svea hovrätt, men även där  frikändes han. Timell stämde TV4 för uteblivet arvode och fick 8,9 miljoner kronor för detta.

### Övriga uppdrag
Timell har varit röstskådespelare i flera filmer, bland annat Den otroliga vandringen och Den otroliga vandringen 2 – På rymmen i San Francisco, där han gav röst åt den amerikanska bulldoggen Chance. Han var även röstskådespelare i den svenska versionen av Disneys Pocahontas från 1995 samt i Dreamworks På andra sidan häcken från 2006.
Timell var konferencier på Vätternfestivalen i Motala 1997–2004. År 2009  var han med som sig  själv i filmen Sommaren med Göran.

## Privatliv
Martin Timell är sedan 1990 gift med Catarina Branö Timell (född 1964) och har två söner.
På somrarna bor Timell på Mjölkö i Stockholms skärgård.
Martin Timell är kristen och troende och har arbetat som församlingassistent inom svenska kyrkan i 10 år.[när?]

## TV-program
- 1984 – Ordvalpen i TV2
- 1987 – Bullen i Kanal 1
- 1991 – Listan i Kanal 1
- 1993 – Det kommer mera i Kanal 1
- ? – Drömspelet
- ? – Vad är det du säger?
- 1995-1996 – Trodde du ja!
- 1996 – Cluedo – en mordgåta
- 1997-1999 – På rymmen
- 1997-2017 – Äntligen hemma
- 2000 – Småstjärnorna
- 2002 – Position X
- 2003-2017 – Time out
- 2006-2007 – Deal or No Deal
- 2010-2011 – Sveriges historia (TV-serie)
- 2010 – Pengarna på bordet
- 2010-2017 – Fuskbyggarna
- 2013 – Sveriges roligaste klipp